# Genuri
Genuri (en sardo: Janùi) es un municipio de Italia de 386 habitantes en la provincia de Cerdeña del Sur, región de Cerdeña. Se encuentra a 63 km de Cagliari y a 45 km de Oristán, a los pies del altiplano de Giara.

## Lugares de interés
- Iglesia parroquial de Santa María.
- Iglesia de San Marco.
- Iglesia de San Domino.

## Evolución demográfica
| Gráfica de evolución demográfica de Genuri entre 1861 y 2001 |
|                                                              |
| Fuente ISTAT - Elaboración gráfica de Wikipedia              |